# István Hasznos
István Hasznos (Szolnok, 8 dicembre 1924 – Szolnok, 7 maggio 1998) è stato un pallanuotista ungherese, vincitore di una medaglia d'oro all'olimpiade di Helsinki 1952.